# Okrug Bánovce nad Bebravou
Okrug Bánovce nad Bebravou (slk. Okres Bánovce nad Bebravou) je okrug u zapadnoj Slovačkoj u  Trenčínskom kraju, u okrugu živi 35 186 stanovnika, dok je gustoća naseljenosti 76,16 stan/km². Ukupna površina okruga je 461,94 km². Glavni grad okruga Bánovce nad Bebravou je istoimeni grad Bánovce nad Bebravou sa 16 359 stanovnika.

## Stanovništvo
| Godina:     | 1993.  | 2003.   | 2013.   | 2023.   |
| ----------- | ------ | ------- | ------- | ------- |
| Broj ljudi: | 38 726 | 38 517  | 36 963  | 35 186  |
| Razlika:    |        | -0,53 % | -4,03 % | -4,80 % |

| Godina:     | 2022.  | 2023.   |
| ----------- | ------ | ------- |
| Broj ljudi: | 35 400 | 35 186  |
| Razlika:    |        | -0,60 % |

## Gradovi
- Bánovce nad Bebravou

## Općine
| - Borčany - Brezolupy - Chudá Lehota - Čierna Lehota - Cimenná - Dežerice - Dolné Naštice - Dubnička - Dvorec - Haláčovce - Horné Naštice - Krásna Ves - Kšinná - Libichava |  | - Ľutov - Malá Hradná - Malé Hoste - Miezgovce - Nedašovce - Omastiná - Otrhánky - Pečeňany - Pochabany - Podlužany - Pravotice - Prusy - Ruskovce - Rybany |  | - Slatina nad Bebravou - Slatinka nad Bebravou - Šípkov - Šišov - Timoradza - Trebichava - Uhrovec - Uhrovské Podhradie - Veľké Chlievany - Veľké Držkovce - Veľké Hoste - Vysočany - Žitná-Radiša - Zlatníky |

## Vanjske poveznice
- Prezentacija okruga Bánovce nad Bebravou  Arhivirana inačica izvorne stranice od 25. prosinca 2008. (Wayback Machine)